# Zwetschkenröster

Kaiserschmarrn mit Zwetschkenröster

Zwetschkenröster ist eine aus Zwetschken bereitete Süßspeise der traditionellen österreichisch-böhmischen Küche. Er wird gewöhnlich als Beilage zu Desserts wie Kaiserschmarrn serviert.
Im Gegensatz zum Zwetschkenkompott wird bei der Zubereitung von Zwetschkenröster fast kein Wasser verwendet, vielmehr werden die Zwetschken im eigenen Saft gedünstet. Die Zutaten sind Zwetschken, Zucker, Zitrone, Zimt und Gewürznelken. Die Leitsätze des Österreichischen Lebensmittelbuchs sehen einen Zuckerzusatz von bis zu 10 % des Fruchtgewichts vor, bei Früchten mit saurem Saft sind bis zu 25 % zulässig.
Auf die gleiche Art kann aus Marillen ein Marillenröster bereitet werden; dasselbe gilt auch für den Weichselröster, der aus Weichseln hergestellt wird.
Das Wort kommt auch in der in Teilen Österreichs verbreiteten mundartlichen Redewendung „Mein lieber Freund und Zwetschkenröster!“ zur Anwendung, die eine scherzhaft-mahnende Anrede darstellt.